# Camilla (miniserie televisiva)
Camilla è una miniserie televisiva italiana del 1976, diretta da Sandro Bolchi e interpretata da Giulietta Masina, tratto dal romanzo Un inverno freddissimo di Fausta Cialente.
La miniserie, in quattro puntate, fu trasmessa per la prima volta sulla Rete 1 (l'attuale Rai 1) in prima serata, dal 18 aprile al 9 maggio 1976.
Nonostante la Rai all'epoca trasmettesse ufficialmente ancora in bianco e nero, tale sceneggiato venne invece realizzato a colori in un'ottica di distribuzione internazionale dell'opera.